# Microbotryum picaceum
Microbotryum picaceum är en svampart som först beskrevs av Lagerh. & Liro, och fick sitt nu gällande namn av Vánky 1998. Microbotryum picaceum ingår i släktet Microbotryum och familjen Microbotryaceae.   Inga underarter finns listade i Catalogue of Life.